# Eminem Presents: The Re-Up
Eminem Presents: The Re-Up или просто The Re-Up — сборник исполнителей американского звукозаписывающего лейбла Shady Records. В альбоме представлены песни Эминема, D12, 50 Cent, Оби Трайс, Stat Quo, Bobby Creekwater и Cashis, а также таких приглашённых артистов, как Lloyd Banks, Эйкон и Nate Dogg. Альбом дебютировал на втором месте в американском чарте Billboard 200 и с тех пор был продан тиражом более миллиона копий только в США, после чего был удостоен платиновой сертификации RIAA.

## Об альбоме
Изначально альбом планировался как простой микстейп: андеграундный и неофициальный CD с грубым продакшеном.
«Но тогда мы поняли, что материал оказался очень хорош, треки получались такими качественными, словно мы делали официальный альбом, — сказал Эминем, — и вместо того, чтобы выпускать его как микстейп, я решил добавить туда несколько треков, сделать настоящий альбом и начать продавать его в магазинах, что даст отличное начало карьеры для новых артистов» («But what happened is that the material was so good and the tracks were getting produced like a regular album. Instead of putting it out there rough and unfinished, I thought we should add some other new tracks, make it a real album, and put it in the record stores to give these new artists a real boost»). Исполнительным продюсером альбома был Эминем, сделав большую часть песен. Часть треков спродюсировал The Alchemist, который также скомпилировал альбом.
Каждая из песен была новой, кроме песни Stat Quo «Billion Bucks» (продюсер LT Moe) и ремикса сингла Оби Трайса «Cry Now» (продюсер SickNotes), которые уже ранее были выпущены на других микстейпах и радиостанциях. Первым синглом и единственной песней, на которую сняли клип, был «You Don’t Know», при участии 50 Cent, Cashis и Ллойд Бэнкса. Второй сингл был «Jimmy Crack Corn», при участии 50 Cent. Песня заняла первое место в чарте Bubbling Under Hot 100 Singles.
Eminem Presents: The Re-Up окружало много непонимания и слухов, вроде ненастоящих трек-листов и заявлений о том, что микстейп посвящён убитому в 2006 году другу и члену группы D12, Пруфу. «Новый альбом D12 скоро будет, как и неизданные ранее треки Пруфа, — сказал Эминем, — но The Re-Up целиком посвящён новым артистам. Смешивать всё это в одном альбоме было бы нечестно по отношению к ним или к Пруфу» («The D12 album and those unreleased songs with Proof are coming, but The Re-Up is about these new artists and these new songs. It isn’t fair to them or to the memory of Proof to mix them up»).
Эминем сказал на радио Shade 45 что он нарисовал обложку для альбома за три месяца.
На чарте Billboard 200 альбом дебютировал под номером 2, после альбома Ciara'ы The Evolution, продавшись в количестве приблизительно 309 000 копий. Альбом сертифицирован как Платиновый организацией RIAA, всего в США было продано 1,6 миллионов копий.

## Оценки
| Совокупная оценка    | Совокупная оценка |
| Источник             | Оценка            |
| -------------------- | ----------------- |
| Metacritic           | 50/100            |
| Оценки критиков      |                   |
| Источник             | Оценка            |
| Allmusic             | [ 11 ]            |
| Entertainment Weekly | (B)               |
| HipHopDX             | [ 13 ]            |
| IGN                  | (7.4/10)          |
| Rolling Stone        | [ 4 ]             |

Реакция критиков на Eminem Presents: The Re-Up была неоднозначной. На сайте Metacritic, который присваивает нормализованный рейтинг из 100 баллов рецензиям основных критиков, альбом получил средний балл 50 на основе 13 рецензий.

## Коммерческие показатели
Eminem Presents: The Re-Up дебютировал на 2 месте в американском чарте Billboard 200, за первую неделю было продано около 309 000 копий. Во вторую неделю альбом опустился на 13 место в Billboard 200, разойдясь тиражом в 151 000 копий. 16 марта 2007 года альбом был удостоен платиновой сертификации RIAA за объем продаж в один миллион копий в США. По состоянию на январь 2016 года во всем мире продано более 2 051 000 копий.

## Список композиций
| №                   | Название                                                                                    | Автор(ы) | Продюсер(ы)                   | Длительность |
| ------------------- | ------------------------------------------------------------------------------------------- | --- | ----------------------------- | ------------ |
| 1.                  | «Shady Narcotics» (Интро в исполнении Эминема)                                              | Маршалл Мэтерс, Луис Ресто и Стив Кинг                                                                                | Эминем                        | 0:56         |
| 2.                  | «We're Back» (Исполняют Эминем, Оби Трайс, Stat Quo, Bobby Creekwater и Cashis)             | Мэтерс, Оби Трайс, Стэнли Бентон, Антионе Роджерс, Рэймон Джонсон и Resto                                             | Эминем и Resto[a]             | 3:59         |
| 3.                  | «Pistol Pistol» (Ремикс) (исполняет Оби Трайс)                                              | Оби Трайс, Мэтерс, Денон Портер, Фон Карлайл, Ондре Мур, Руфус Джонсон и Дешон Холтон                                 | Эминем                        | 2:25         |
| 4.                  | «Murder» (Исполняют Bizarre и Kuniva)                                                       | Руфус Джонсон, Карлайл, Мэтерс и Resto                                                                                | Эминем и Resto[a]             | 2:10         |
| 5.                  | «Everything Is Shady» (Исполняет Cashis)                                                    | Рамон Джонсон и Рики Парэм                                                                                            | Rikanatti                     | 4:29         |
| 6.                  | «The Re-Up» (Исполняют Эминем и 50 Cent)                                                    | Мэтерс, Кёртис Джексон, Андре Янг, Майк Элизондо и Resto                                                              | Эминем и Resto[a]             | 2:57         |
| 7.                  | «You Don’t Know» (Исполняют Эминем, 50 Cent, Ллойд Бэнкс и Cashis)                          | Мэтерс, Джексон, Кристофер Ллойд, Рамон Джонсон и Resto                                                               | Эминем и Resto[a]             | 4:17         |
| 8.                  | «Jimmy Crack Corn» (Исполняют Эминем и 50 Cent)                                             | Мэтерс, Джексон и Resto                                                                                               | Эминем и Resto[a]             | 3:54         |
| 9.                  | «Trapped» (Исполняет Proof)                                                                 | Холтон и Мэтерс | Эминем                        | 0:58         |
| 10.                 | «Whatever You Want» (Исполняют Swifty McVay и Mr. Porter)                                   | Ондре Мур, Портер, Дьюитт Мур, Брайан Джонсон и Даррелл Кэмпбелл                                                      | Witt and Pep                  | 2:48         |
| 11.                 | «Talkin' All That» (Исполняет Cashis)                                                       | Рамон Джонсон и Парэм                                                                                                 | Rikanatti                     | 4:05         |
| 12.                 | «By My Side» (Исполняет Stat Quo)                                                           | Стэнли Бентон и Бернард Эдвардс-младший                                                                               | Focus...                      | 4:06         |
| 13.                 | «We Ride for Shady» (Исполняют Cashis и Оби Трайс)                                          | Рамон Джонсон, Трайс, Алан Маман, Бобби Хит, Эрик Питерс и Роберт Хантер                                              | The Alchemist                 | 3:08         |
| 14.                 | «There He Is» (Исполняет Bobby Creekwater)                                                  | Роджерс, Маман и Фред Бунгусто                                                                                        | The Alchemist                 | 4:24         |
| 15.                 | «Tryin' ta Win» (Исполняет Stat Quo)                                                        | Бентон и Маман | The Alchemist                 | 3:52         |
| 16.                 | «Smack That» (Ремикс) (Исполняют Эйкон при участии Stat Quo и Bobby Creekwater)             | Бентон, Роджерс, Алиан Тиам, Майк Стрэндж, Мэтерс и Resto                                                             | Эйкон                         | 5:11         |
| 17.                 | «Public Enemy #1» (Исполняет Эминем)                                                        | Мэтерс и Resto | Эминем                        | 1:54         |
| 18.                 | «Get Low» (Исполняет Stat Quo)                                                              | Бентон, Янг, Даваун Паркер, Элизондо и Тодд Мур                                                                       | Доктор Дре и Даваун Паркер[a] | 3:19         |
| 19.                 | «Ski Mask Way» (Ремикс Эминема) (Исполняет 50 Cent)                                         | Джексон, Мэтерс, Resto, Дэвид Шейман, Банни Сиглер, Рональд Тайсон и Кинг                                             | Disco D, Эминем[a] и Resto[a] | 3:03         |
| 20.                 | «Shake That» (Ремикс) (Исполняют Nate Dogg, Оби Трайс и Bobby Creekwater)                   | Мэтерс, Натаниэль Хейл, Трайс, Роджерс, Resto и Кинг                                                                  | Эминем и Resto[a]             | 2:59         |
| 21.                 | «Cry Now» (Ремикс Shady) (Исполняют Оби Трайс, Kuniva, Bobby Creekwater, Cashis и Stat Quo) | Трайс, Карлайл, Роджерс, Рамон Джонсон, Бентон, Дьюитт Мур, Б. Джонсон, Джозеф Скотт, Дон Робей, Кори Луис и Кэмпбелл | Witt and Pep                  | 5:09         |
| 22.                 | «No Apologies» (Исполняет Эминем)                                                           | Мэтерс и Resto | Эминем и Resto[a]             | 4:18         |
| 23.                 | «Billion Bucks» (Бонусный трек) (Исполняет Stat Quo)                                        | Бентон и Тодд Мур | L.T. Moe                      | 3:41         |
| Общая длительность: | Общая длительность:                                                                         | Общая длительность:                                                                                                   | Общая длительность:           | 74:38        |

Примечания
- ↑  дополнительный продюсер

Семплы
- «The Re-Up» использует семпл песни 50 Cent’а «In da Club»;
- «We Ride For Shady» использует семпл «North Face», исполненной Bobby Heath, Eric Peters и Robert Hunter;
- «There He Is» использует семпл «Las Tentaciones de Georgia», Фреда Бонгусто;
- «Cry Now» использует семпл «Blind Man» группы Bobby Blue Band.

## Чарты
| Чарт (2006)                            | Высшая позиция |
| -------------------------------------- | -------------- |
| Австралия (ARIA)                       | 17             |
| Австрия (Ö3 Austria)                   | 12             |
| Бельгия/Фландрия (Ultratop)            | 44             |
| Бельгия/Валлония (Ultratop)            | 92             |
| Канада (Canadian Albums Chart)         | 2              |
| Дания (Hitlisten)                      | 25             |
| Нидерланды (Album Top 100)             | 66             |
| Франция (SNEP)                         | 41             |
| Германия (Offizielle Top 100)          | 15             |
| Италия (Classifica album)              | 33             |
| Новая Зеландия (RMNZ)                  | 1              |
| Норвегия (VG-lista)                    | 35             |
| Шотландия (Scottish Albums Chart)      | 1              |
| ЮАР (RISA)                             | 1              |
| Швейцария (Schweizer Hitparade)        | 9              |
| Великобритания (UK Compilation Albums) | 3              |
| США (Billboard 200)                    | 2              |
| США (Billboard Top R&B/Hip-Hop Albums) | 2              |

| Чарт (2007)                            | Позиция |
| -------------------------------------- | ------- |
| США Billboard 200                      | 44      |
| США Top R&B/Hip-Hop Albums (Billboard) | 27      |

## Сертификации
| Регион | Сертификация  | Продажи    |
| --- | ------------- | ---------- |
| Австралия (ARIA) | Золотой       | 35 000^    |
| Ирландия (IRMA) | Платиновый    | 15 000^    |
| Новая Зеландия (RMNZ) | 2× Платиновый | 30 000^    |
| Россия (NFPF) | Платиновый    | 20 000*    |
| Швейцария (IFPI Switzerland)                                                                                             | Золотой       | 15 000^    |
| Великобритания (BPI) | Золотой       | 100 000^   |
| США (RIAA) | Платиновый    | 1 000 000^ |
| * Данные о продажах приведены только на основе сертификации. ^ Данные о тиражах приведены только на основе сертификации. |               |            |

### Комментарии
1. На стриминговых сервисах в качестве исполнителя указано «Разные исполнители»[1]
2. ↑  На стриминговых сервисах в качестве исполнителя указано «Разные исполнители»[2]